# Schoutenia ovata

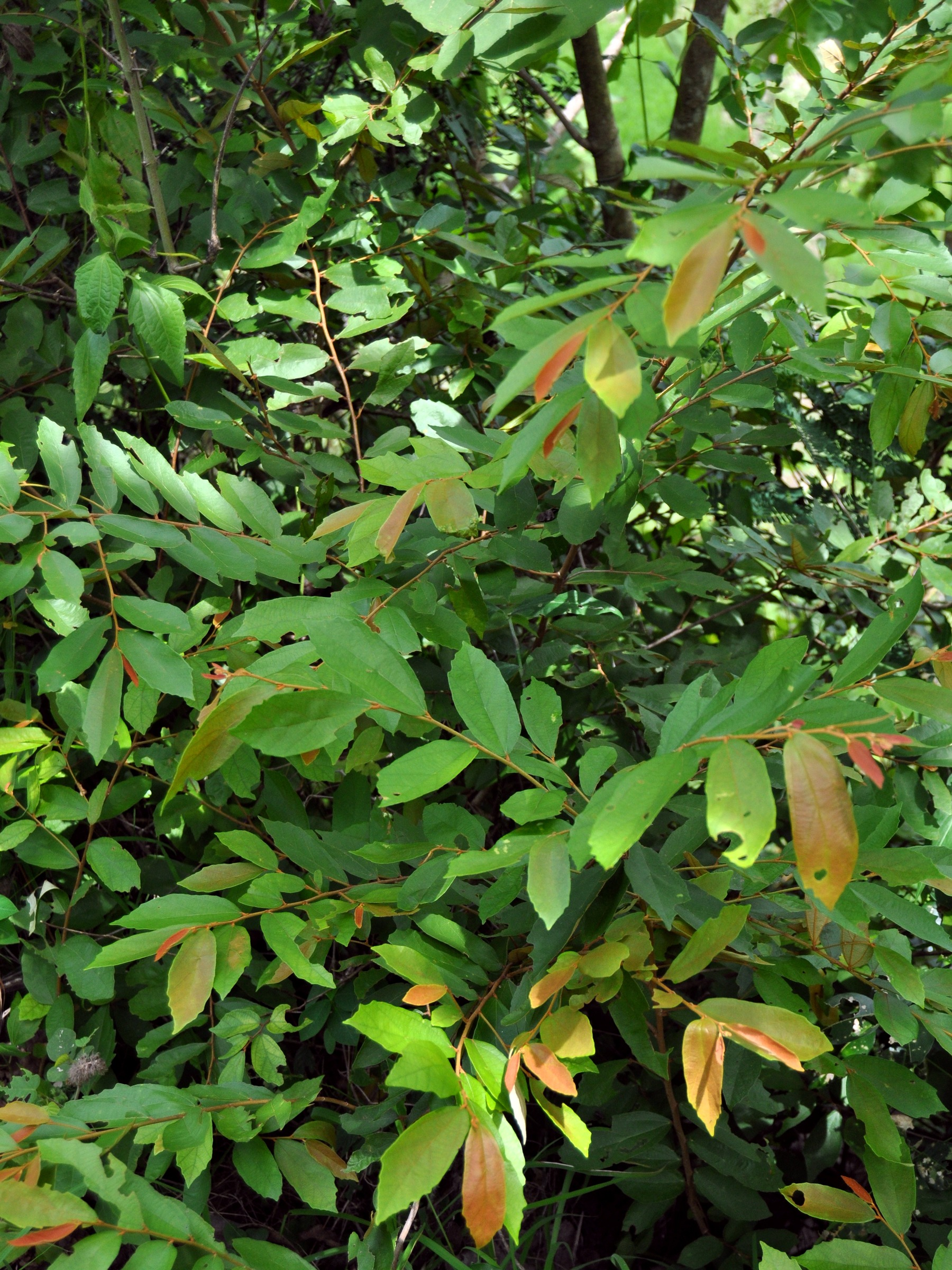
Blätter

Schoutenia ovata ist eine Pflanzenart in der Familie der Malvengewächse aus dem mittleren, nördlichen Australien, Neuguinea über die Molukken bis nach Java und ins nördliche Südostasien.

## Beschreibung
Schoutenia ovata wächst als halbimmergrüner Strauch oder kleiner Baum bis über 20 Meter hoch. Der Stammdurchmesser erreicht bis zu 60 Zentimeter. Die dicke Borke ist gräulich und rissig bis schuppig.
Die einfachen und kurz gestielten Laubblätter sind wechselständig. Der kurze Blattstiel ist bis 1 Zentimeter lang. Die Blätter sind verkehrt-eiförmig bis elliptisch, bespitzt oder spitz bis zugespitzt, seltener stumpf, ganzrandig und im vorderen Teil mehr oder weniger gezähnt. Die ledrigen Spreiten sind bis 17 Zentimeter lang, unterseits fein behaart und oberseits fast kahl. Die Nervatur ist dreizählig. Die kleinen Nebenblätter sind abfallend.
Es werden achselständige, kurze und fein behaarte, rispige Blütenstände gebildet. Die leicht duftenden, gestielten, zwittrigen und gelblich-weißen Blüten sind fünfzählig mit doppelter Blütenhülle. Die schlanken, bräunlich behaarten Blütenstiele sind bis 2 Zentimeter lang. Der petaloide, kurz verwachsene Kelch ist bräunlich behaart mit langen, ausladenden, bis 1,5 Zentimeter langen Zipfeln. Die kürzeren, schmalen und fast kahlen, bis 1 Zentimeter langen Petalen sind linealisch. Es sind bis zu 25 kurze Staubblätter ausgebildet. Der mehrkammerige Fruchtknoten ist oberständig mit sehr kurzem Griffel und 3–4 länglichen, aufrechten Narbenästen. Es ist ein behaarter Diskus vorhanden.
Es werden kleine, rundliche, bis 6 Millimeter große, meist einsamige, nicht öffnende Früchte mit beständigem Kelch und Narben-, Staubblatt- sowie Kronblattresten gebildet. Die Früchte bleiben noch längere Zeit stehen.

## Verwendung
Das recht schwere, beständige und harte, schöne Holz wird für verschiedene Anwendungen genutzt.